# 不確定性関数
不確定性関数（ふかくていせいかんすう、英: Ambiguity function）とは、レーダーで対象物までの距離・速度を捉えた信号を処理すると、真の距離・速度の値以外の虚像値を伴っていることを表現する関数。狭義には、距離・速度に対する事後確率の関数。
一般に、マッチドフィルタ(通常、パルス圧縮レーダ等で用いられる)の受信信号に対する影響を意味する、遅延時間とドップラー周波数の2変数関数である。
ベースバンド複素信号を {\displaystyle s(t)} とすると、不確定性関数 {\displaystyle \chi (\tau ,f)} は次のように表される。
{\displaystyle \chi (\tau ,f)=\int _{-\infty }^{\infty }s(t)s^{*}(t-\tau )e^{i2\pi ft}\,dt}
ここで、{\displaystyle ^{*}} は複素共役を表す。
ドップラー周波数{\displaystyle f} = 0のとき、すなわちドップラーシフトがない場合、上の式はレーダ信号 {\displaystyle s(t)} の自己相関関数になる。